# Benjamin Mkapa
Benjamin William Mkapa (rođen 12. studenog 1938.) je bio 3. predsjednik Tanzanije (1995–2005.) 

## Životopis
Mkapa je rođen 1938. u Ndandi blizu okruga Masasi u južnoj Tangajiki.
Diplomirao je engleski jezik na sveučilištu Makerere u Ugandi 1962. godine.
Studirao je na sveučilištu Kolumbija 1963.
1995. godine Mkapa je bio izabran za predsjednika Republike Tanzanije, pritom je imao veliku potporu sa strane bivšeg predsjednika Juliusa Nyerere.